# Standaardisatie
Standaardisatie is het opleggen van een bepaalde norm of standaard voor het ontwerp, de constructie, het testen of gebruiken van een product of proces. Dit gebeurt geïnstitutionaliseerd in standaardiserings- en normalisatieorganisaties. Een stap verder gaat certificering en het afgeven van attesten, op grond waarvan door brancheorganisaties kwaliteitsgaranties worden afgegeven, gebaseerd op de wettelijke maar ook vrijwillig afgesproken verdergaande en meer product- en processpecifieke standaarden en normen. 
Standaardisatie kan een aantal voordelen bieden:
- producten of diensten worden uitwisselbaar, wat een schaalvoordeel tot gevolg kan hebben;
- de verdeling van arbeid kan efficiënter plaatsvinden;
- methoden en resultaten kunnen onderling vergeleken worden;
- een afname van het aantal fouten tijdens een proces.

Daar staat tegenover dat standaardisatie ten koste kan gaan van flexibiliteit en dat de keuzemogelijkheden afnemen. Daarnaast kan een te grote nadruk op standaardisatie voorbijgaan aan de ervaring, inzicht, kennis en kunde van de individuele werknemers.
Ook kan standaardisatie ertoe leiden dat er geen rekening wordt gehouden met onderlinge verschillen. Dit wordt vooral sterk gevoeld als de culturele diversiteit in gevaar dreigt te komen.